# Сни з колодязя (роман)
«Сни з колодязя» — роман сучасної української письменниці Алли Рогашко.

## Сюжет
Роман складається з двох частин, події розвиваються у двох часових відтинках — наші дні та минуле (кінець ХІХ — початок ХХ століття).
У першій частині Матвій із товаришем приїжджають на хутір дитинства і виявляють у покинутому маєтку потаємне помешкання зі скелетом у шафі. У «руках» скелет стискає щоденника. Паралельно з розслідуванням, Матвій у снах починає потрапляти в потаємне помешкання і спілкуватися з дівчинкою, яка колись там мешкала. Матвія долають химерні, містичні видіння, в яких перед ним поступово розкривається історія життя родини Сосновських, якій належав маєток.
Друга частина роману має назву «Хроніка життя Сосновських», де описане життя родини, якій належав маєток на хуторі. Мешкали ж пани у Рівному (на той час — Ровно).